# Saint-Algis
Saint-Algis település Franciaországban, Aisne megyében. Lakosainak száma 148 fő (2022. január 1.). Saint-Algis Autreppes, Englancourt, Erloy, Haution és Marly-Gomont községekkel határos.

## Népesség
A település népessége az elmúlt években az alábbi módon változott:
| Lakosok száma | 232  | 182  | 174  | 155  | 162  | 164  | 156  | 151  | 150  | 148  |
|               | 1968 | 1982 | 1990 | 2006 | 2013 | 2015 | 2017 | 2019 | 2020 | 2022 |